# Гаркуша, Виталий Степанович
Виталий Степанович Гаркуша (род. 1940) — советский и казахстанский хозяйственный, государственный, партийный деятель, предприниматель.

## Биография
Родился в 1940.
Окончил Днепропетровский химико-технологический институт по специальности «инженер-технолог».
Трудовую деятельность начал в 1957 слесарем Мелитопольского агрегатного завода.
В 1965—1969 работал слесарем Ждановского завода тяжелого машиностроения; заместитель начальника начальник цеха Свердловского завода резиновых технических изделий.
В 1969—1985 главный инженер Карагандинского завода резиновых технических изделий; начальник отдела СЗРТИ; директор Карагандинского завода резиновых технических изделий.
В 1985—1986 заведующий отделом Карагандинского обкома партии.
В 1987—1987 председатель Карагандинского облсовпрофа.
В 1987—1990 первый секретарь Карагандинского горкома партии.
В 1990 первый заместитель генерального директора ПО «Казстройполимер».
В 1990—1991 первый секретарь Карагандинского обкома партии.
В 1991—1997 первый заместитель генерального директора ПО «Казстройполимер».

## Награды
- «Орден Трудового Красного Знамени»
- «Знак Почета»